# عقرب (آلبوم دریک)
عقرب (به انگلیسی: Scorpion) پنجمین آلبوم از رپر کانادایی، دریک است. این آلبوم در تاریخ ۲۹ ژوئن ۲۰۱۸ توسط ناشران یانگ مانی انترتینمنت، کش مانی رکوردز و ریپابلیک رکوردز منتشر شد.